# شیسو، هیوگو
شیسو در استان هیوگو در کشور ژاپن واقع شده‌است  که دارای جمعیت ۴۲٬۳۰۲ نفر و مساحت ۶۵۸٫۶۰ کیلومتر مربع با تراکم جمعیت ۶۴٫۲  نفر در کیلومترمربع است و در تاریخ ۱ آوریل ۲۰۰۵ به عنوان شهر شناخته شد.